# Пчёлка (Оренбургская область)
Пчёлка — посёлок в Бугурусланском районе Оренбургской области России, в составе Благодаровского сельсовета.

## География
Посёлок расположен на левом берегу реки Саврушка, в 9,5 км к северо-западу от центра сельского поселения села Благодаровка.

## Население
| 2010 |
| ---- |
| 51   |

Национальный состав
По данным Всероссийской переписи населения 2010 года:
| № | Национальность | Численность, чел. | Доля |
| - | -------------- | ----------------- | ---- |
| 1 | русские        | 26                | 51 % |
| 2 | чуваши         | 18                | 35 % |
| 3 | украинцы       | 5                 | 10 % |
| 4 | другие         | 2                 | 4 %  |